# 宁夏道
宁夏道，清朝及中华民国大陆时期初年设置的道。
清朝顺治二年（1645年）置，治所在宁夏府（今宁夏回族自治区银川市）。辖宁夏一府地。1913年因与宁夏县同名，改为朔方道。1914年复名宁夏道，属甘肃省。辖宁夏、宁朔、灵武、盐池、平罗、中卫、金积、镇戎等县。辖区约当今宁夏回族自治区中卫、同心、盐池三市县以北地区。1927年废。1928年寧夏省成立。